# ВАЗ-1922
ВАЗ-1922 Марш-1 — російський снігоболотохід на шинах наднизького тиску, що випускається підприємством Бронто.
Творцем цього всюдихода, є Петро Михайлович Прусов, який прагнув, повністю реалізувати потенціал ВАЗ-2121 Нива. У 1995 р. на Московському автосалоні відбулася прем'єра всюдихода на шинах наднизького тиску ВАЗ-1922 Марш-1.
За перші вісім років виробництва, було випущено близько 400 одиниць всюдиходів Марш-1.

## Технічні характеристики
- Габаритні розміри (Д х Ш х В), мм - 4375 х 2550 х 2160.
- Колісна база - 2685 мм.
- Кліренс - 480 мм.
- Споряджена маса - 1700 кг.
- Вантажопідйомність - 400 кг.
- Кількість місць - 5.
- Двигун - рядний 4-циліндровий 4-тактний бензиновий ВАЗ 21214.
- Робочий об'єм - 1.7 літрів.
- Номінальна потужність - 59.5 кВт (80 к. с.).
- Максимальна швидкість (по шосе) - 70 км/год.
- Обсяг паливного бака - 42 літрів.
- Витрата палива (по шосе) - не більше 18.8 літрів/100 км.
- Тип шин - наднизького тиску.
- Розмір шин - 1220 х 570 х 533.
- Тиск в шинах - 0.1-0.4 кг/см2.